# Limitless (EP)
Limitless (promovido como NCT #127 Limitless) é o segundo extended play do NCT 127, a subunidade com sede em Seul do grupo sul-coreano NCT. Foi o primeiro lançamento da unit como um grupo de nove membros, desde a adição de Doyoung e Johnny em dezembro de 2016. Foi lançado digitalmente em 6 de janeiro de 2017 e fisicamente em 9 de janeiro pela S.M. Entertainment.
O mini-álbum foi um sucesso comercial, alcançando o topo da Gaon Album Chart e World Albums Chart da Billboard. O EP vendeu mais de 77.400 cópias físicas apenas em de janeiro de 2017.

## Antecedentes e lançamento
Em 27 de dezembro de 2016, o NCT 127 anunciou seu segundo extended play, Limitless. O grupo também introduziu Doyoung (que já havia estreado no NCT U e o membro do SM Rookies Johnny como novos membros do NCT 127. Os teasers do vídeo musical para cada membro foram lançados de 27 de dezembro de 2016 a 3 de janeiro de 2017. Dois vídeos musicais da faixa-título "Limitless" foram lançados em 5 de janeiro de 2017. O EP foi lançado digitalmente em 6 de janeiro e fisicamente em 9 de janeiro de 2017.
O NCT 127 realizou a sua primeira performance de retorno on M Countdown em 5 de janeiro de 2017, onde o grupo interpretou a canção "Limitless" e a faixa B-side "Good Thing".
A canção "Good Thing" teve seu vídeo musical lançada em 5 de dezembro de 2016 para uma colaboração com modelos da W Korea e Esteem, mas somente Yuta, Taeyong, Jaehyun, Mark e Winwin participaram do vídeo.

## Desempenho comercial
NCT #127 Limitless estreou no número 1 no Gaon Album Chart na semana de 8–14 de janeiro de 2017. Nos EUA, o mini-álbum encabeçou o World Albums da Billboard para a semana de 28 de janeiro de 2017 e também alcançou no número 4 no gráfico da Billboard Heatseekers Album.
A faixa título, "Limitless", alcançou a #4 posição no gráfico World Digital Songs da Billboard para a semana de 28 de janeiro de 2017.
O álbum alcançou a #2 posição no Gaon Album Chart para o mês de janeiro de 2017 com mais de 77,400 cópias vendidas.

## Lista de faixas
Créditos adaptados da página oficial do artista.
| N.º            | Título                                                       | Letras                                | Música                                                                                                  | Arranjo                                  | Duração |  |
| 1.             | "無限的我 (무한적아; Limitless)" (wúxiàn de wǒ; muhanjeog-a) | Kenzie                                | Kenzie Harvey Mason Jr. Patrick "J Que" Smith Kevin Randolph Dewain Whitmore Andrew Hey Brittany Burton | Kenzie                                   | 04:07   |  |
| 2.             | "Good Thing"                                                 | JQ Hwang Ji-won Lee Tae-yong Mark Lee | Justin Gray Steve Daly T. Coles Decarlo                                                                 | Justin Gray Steve Daly                   | 03:40   |  |
| 3.             | "Back 2 U (AM 01:27)"                                        | January 8th Seo Min-ji Lee Tae-yong   | The Stereotypes August Rigo Prism Filter                                                                | The Stereotypes August Rigo Prism Filter | 03:55   |  |
| 4.             | "롤러코스터 (Heartbreaker)" (rolleokoseuteo)                 | Hwang Ji-won                          | Coach & Sendo Jantine Annika Heij Cimo Fränkel Rik Annema                                               | Coach & Sendo                            | 03:14   |  |
| 5.             | "Baby Don't Like It (나쁜 짓)" (nappeun jit)                 | Lee Tae-yong Mark Lee G.Soul          | Jamil "Digi" Chammas G.Soul Lee Tae-yong Mark Lee Tay Jasper MZMC Jonathan Perkins                      | Jamil "Digi" Chammas                     | 02:39   |  |
| 6.             | "Angel"                                                      | Mr. Cho Lee Tae-yong Mark Lee         | Mr. Cho Cheongdam-dong Park Kunwoo                                                                      | Mr. Cho                                  | 04:09   |  |
| Duração total: | Duração total:                                               | Duração total:                        | Duração total:                                                                                          | Duração total:                           | 21:58   |  |

## Paradas musicais
Gráficos semanais
| Gráfico (2016)                     | Melhores posições |
| ---------------------------------- | ----------------- |
| Japan Albums (Oricon Albums Chart) | 13                |
| South Korean Albums (Gaon)         | 1                 |
| US Heatseekers Albums (Billboard)  | 4                 |
| US Independent Albums (Billboard)  | 23                |
| US World Albums (Billboard)        | 1                 |

## Vendas
| Gráfico                            | Vendas   |
| ---------------------------------- | -------- |
| South Korean physical sales (Gaon) | 113,473+ |
| Japan physical sales (Oricon)      | 11,179+  |

## Histórico de lançamento
| País          | Data                  | Formato(s)          | Gravadora(s)                |
| ------------- | --------------------- | ------------------- | --------------------------- |
| Coreia do Sul | 6 de janeiro de 2017  | Download digital    | S.M. Entertainment          |
| Mundialmente  | 6 de janeiro de 2017  | Download digital    | S.M. Entertainment          |
| Coreia do Sul | 9 de janeiro de 2017  | CD                  | S.M. Entertainment KT Music |
| Japão         | 11 de janeiro de 2017 | CD Download digital | S.M. Entertainment          |